# Prozelo (Amares)
Prozelo is een plaats (freguesia) in de Portugese gemeente Amares en telt 653 inwoners (2001).

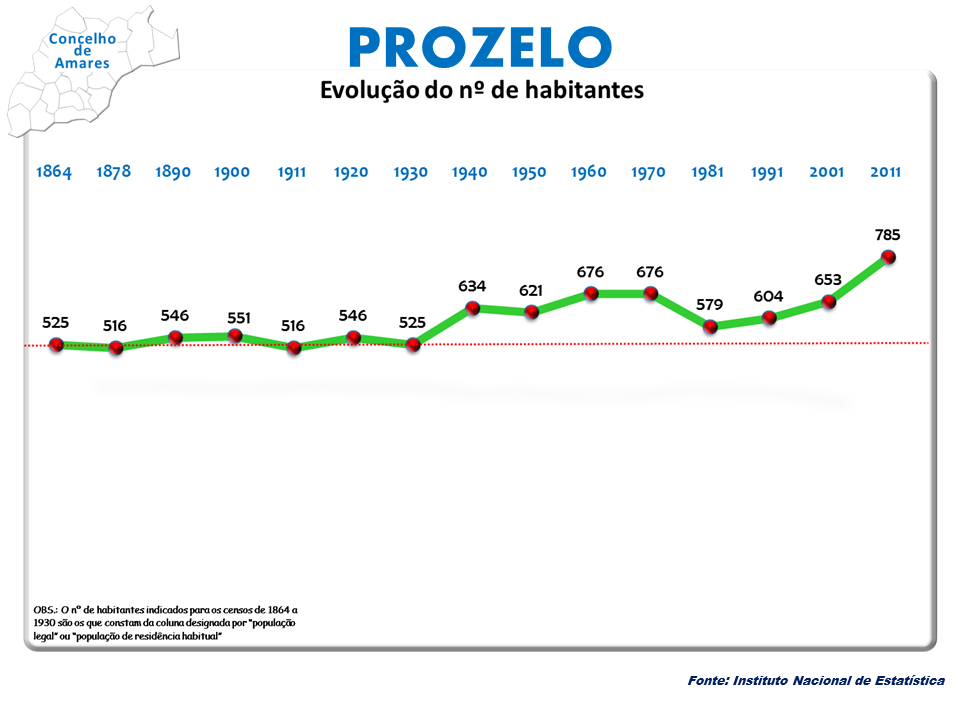
Bevolkingsontwikkeling tussen 1864 en 2011